# Austrodecus pentamerum
Austrodecus pentamerum är en havsspindelart som beskrevs av Stock, J.H. 1968. Austrodecus pentamerum ingår i släktet Austrodecus och familjen Austrodecidae. Inga underarter finns listade.